# Edmond Maillard
Edmond Amador Maillard Crampes (* 24. Juli 1896 in Talca; † 7. April 1969 in Valparaíso) war ein chilenischer Radrennfahrer.

## Sportliche Laufbahn
Maillard war im Bahnradsport aktiv. 1928 startete er bei den Olympischen Sommerspielen in Amsterdam. In der Mannschaftsverfolgung kam der Vierer aus Chile mit Jorge Gamboa, Alejandro Vidal, Carlos Rocuant und Edmond Maillard auf den 9. Rang. Im 1000-Meter-Zeitfahren wurde er beim Sieg von Willy Falck Hansen 14. des Wettbewerbs. Über sein weiteres Leben und seine sportlichen Erfolge ist nichts bekannt.